# クラシック音楽の室内楽団一覧
クラシック音楽の室内楽団一覧は、主としてクラシック音楽を演奏する主要な中小規模編成の楽団の一覧である。古楽器アンサンブルはオーケストラの一覧#古楽器オーケストラを参照。

## 室内管弦楽団

### アジア

#### 西アジア

##### イスラエル
- イスラエル室内管弦楽団
- ラマト・ガン室内管弦楽団

#### 東アジア

##### 中国
- 香港シンフォニエッタ

##### 朝鮮民主主義人民共和国
- 尹伊桑管弦楽団

##### 日本
※ 日本オーケストラ連盟の正会員には★、準会員には☆を、それぞれ付した。
- アール・レスピラン
- ☆愛知室内オーケストラ
- アンサンブル神戸
- アンサンブル・フロット
- いずみシンフォニエッタ大阪
- 大阪チェンバーオーケストラ
- ★オーケストラ・アンサンブル金沢
- 紀尾井ホール室内管弦楽団
- 京都・バッハ・ゾリステン
- ☆京都フィルハーモニー室内合奏団
- 郡山交響楽団
- ☆神戸市室内管弦楽団
- ジャパン・チェンバー・オーケストラ
- シンフォニア・コレギウムOSAKA
- シンフォニエッタ静岡
- ダンスリールネサンス合奏団
- ☆テレマン室内オーケストラ
- 東京アンサンブル
- 東京室内管弦楽団
- 東京シンフォニエッタ
- トウキョウ・モーツァルトプレイヤーズ
- トヨタ・マスター・プレイヤーズ，ウィーン
- ☆長崎OMURA室内合奏団
- 名古屋パストラーレ合奏団
- 新潟A・フィルハーモニック
- 彦根エコーオーケストラ
- 響ホール室内合奏団
- ふくしまチェンバー・オーケストラ
- 水戸室内管弦楽団
- 横浜シンフォニエッタ
- 琉球フィルハーモニック
- ロイヤルチェンバーオーケストラ

### 北アメリカ

#### アメリカ合衆国
- オルフェウス室内管弦楽団
- セントポール室内管弦楽団
- セントルークス管弦楽団
- ヘリテージ室内管弦楽団
- ポートランド室内管弦楽団
- ミュージック・オブ・ザ・バロック
- ロサンジェルス室内管弦楽団

#### カナダ
- 国立芸術センター管弦楽団（オタワ・ナショナル・アーツ・センター管弦楽団）

### オセアニア

#### オーストラリア
- オーストラリア室内管弦楽団

### ヨーロッパ

#### 西ヨーロッパ

##### イギリス
- アカデミー・オブ・セント・マーティン・イン・ザ・フィールズ（アカデミー室内管弦楽団）
- イギリス室内管弦楽団
- スコットランド室内管弦楽団
- ノーザン・シンフォニア（旧ノーザン・シンフォニア・オブ・イングランド）
- ヨーロッパ室内管弦楽団
- ロンドン・シンフォニエッタ
- ロンドン・モーツァルト・プレイヤーズ
- イングリッシュ・シンフォニア

##### イタリア
- パドヴァ・ヴェネト管弦楽団

##### オーストリア
- ウィーン宮廷楽団（ウィーン・ホーフムジークカペレ）
- ウィーン室内管弦楽団
- カメラータ・ザルツブルク（旧ザルツブルク・モーツァルテウム・カメラータ・アカデミカ）

##### オランダ
- ネーデルラント室内管弦楽団（オランダ室内管弦楽団）

##### スイス
- チューリッヒ室内管弦楽団
- バーゼル室内管弦楽団
- ローザンヌ器楽アンサンブル
- ローザンヌ室内管弦楽団

##### ドイツ
- アンサンブル・モデルン
- カール・フィリップ・エマヌエル・バッハ室内管弦楽団
- ゲヴァントハウス･バッハ管弦楽団
- ケルン室内管弦楽団
- ハイルブロン・ヴュルテンベルク室内管弦楽団
- シュトゥットガルト室内管弦楽団
- シュトゥットガルト・バッハ・コレギウム（シュトゥットガルト・バッハ合奏団）
- ドイツ・バッハ・ゾリステン
- 南西ドイツ室内管弦楽団
- ブレーメン・ドイツ室内フィルハーモニー管弦楽団（ドイツ・カンマー・フィルハーモニー）
- ベルリン室内管弦楽団
- マーラー室内管弦楽団
- ミュンヘン室内管弦楽団
- ミュンヘン・プロ・アルテ室内管弦楽団
- ミュンヘン・バッハ管弦楽団

##### フランス
- アンサンブル・アンテルコンタンポラン
- パイヤール室内管弦楽団
- パリ室内管弦楽団（アンサンブル・オルケストラル・ドゥ・パリ）

#### 北ヨーロッパ

##### スウェーデン
- スウェーデン室内管弦楽団
- ストックホルム室内管弦楽団

##### デンマーク
- デンマーク室内管弦楽団

##### ノルウェー
- ノルウェー室内管弦楽団

##### フィンランド
- アヴァンティ室内管弦楽団

#### 中部ヨーロッパ

##### チェコ
- プラハ室内管弦楽団
- プラハ・フィルハーモニア

##### ポーランド
- シンフォニア・ヴァルソヴィア（ポーランド室内管弦楽団）

#### 東ヨーロッパ

##### リトアニア
- リトアニア室内管弦楽団

##### ラトビア
- クレメラータ・バルティカ

##### ロシア
- モスクワ・ヴィルトゥオージ（モスクワ・ヴィルトゥオーゾ室内管弦楽団）
- モスクワ室内管弦楽団

## 弦楽オーケストラ

### アジア

#### 東アジア

##### 日本
- 神戸市室内管弦楽団
- 東京ヴィヴァルディ合奏団
- 長岡京室内アンサンブル

### ヨーロッパ

#### 西ヨーロッパ

##### イタリア
- イ・ソリスティ・ヴェネティ（ヴェネツィア合奏団）
- イタリア合奏団
- イ・ムジチ合奏団

##### オランダ
- コンセルトヘボウ室内管弦楽団

##### スイス
- カメラータ・ベルン
- ルツェルン祝祭弦楽合奏団

#### 北ヨーロッパ

##### ノルウェー
- トロンヘイム・ソロイスツ

##### フィンランド
- オストロボスニア室内管弦楽団

#### 中部ヨーロッパ

##### スロヴァキア
- カペラ・イストロポリターナ

##### ハンガリー
- フランツ・リスト室内管弦楽団

#### 東ヨーロッパ

##### ロシア
- モスクワ・ソロイスツ